# Marco Out

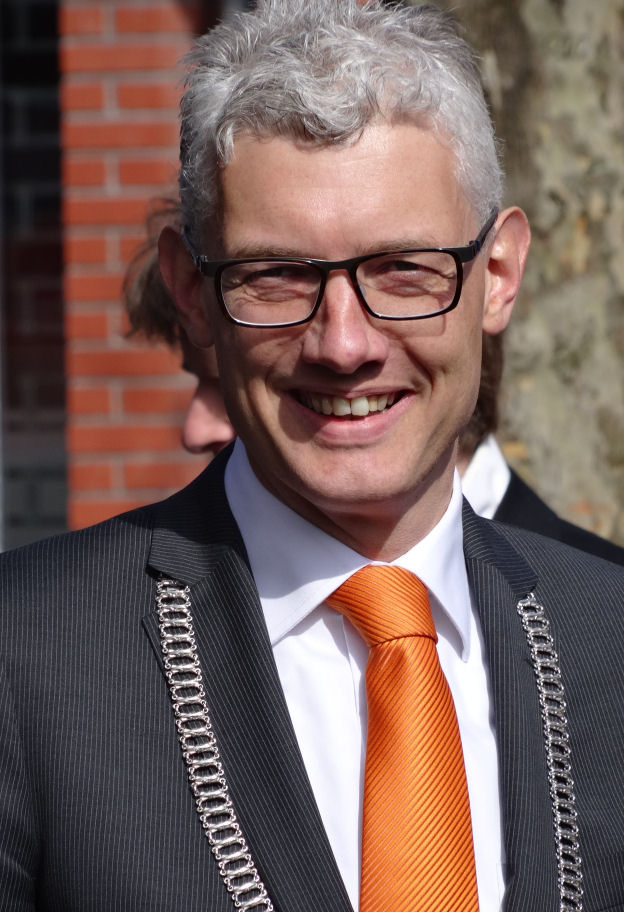
Marco Out bei der Eröffnung des Koningsdag 2015 in Assen

Marco Out (* 26. Juni 1970 in Maarsbergen) ist ein parteiloser niederländischer Politiker und seit dem 16. Dezember 2014 Bürgermeister von Assen.

## Leben und Karriere
Out studierte von 1982 bis 1988 am Revius Lyceum Doorn. Zwischen 1989 und 1990 studierte er Wirtschaftswissenschaften an der Reichsuniversität Groningen. Dieses Studium brach Out ab, sodass er 1990 ein Studium der Betriebswissenschaft begann und dieses 1994 beendete. Während seiner Studienzeit in Groningen wurde Out bei der Jugendorganisation Freiheit und Demokratie (JOVD) aktiv, einer der VVD angeschlossenen Organisation. Von 1995 bis 2000 arbeitete er als Qualitätsbeauftragter für Financial Finesse. 2001 war der Niederländer zeitweise als Account-Manager tätig. Zwischen 2004 und 2008 war er Mitglied des Provinzparlaments von Groningen. 2008 wurde er zum Bürgermeister der Gemeinde Borger-Odoorn in Drenthe ernannt. 2014 war Out 7 Monate lang Vorsitzender der P10, der Partnerschaft großer ländlicher Gemeinden in den Niederlanden. Seit dem 16. Dezember 2014 ist er Bürgermeister von Assen. Nachdem er 25 Jahre lang Mitglied des VVD gewesen war, kündigte er im November 2018 seine Parteimitgliedschaft, weil ihm zufolge die Diskrepanz zwischen seinen liberalen Werten und Normen und denen, die insbesondere von den nationalen Vertretern seiner Partei ausgestrahlt wurden, zu groß wurden. Er ist verheiratet und hat zwei Kinder.

## Trivia
- In dem Videoclip zum Song Arms of the Ocean der Metal-Band Blackbriar spielt Marco Out die Rolle eines Arztes.[5]
- Am 28. Mai 2015 fuhr Marco Out für wohltätige Zwecke den Mont Ventoux hinauf.[6][7]